# Contea di Seongju
La contea di Seongju (Seongju-gun; 성주군; 星州郡) è una delle suddivisioni della provincia sudcoreana del Nord Gyeongsang.